# Dolichotetranychus tenellae
Dolichotetranychus tenellae är en spindeldjursart som beskrevs av Mohanasundaram 1983. Dolichotetranychus tenellae ingår i släktet Dolichotetranychus och familjen Tenuipalpidae. Inga underarter finns listade i Catalogue of Life.